# Lowell Observatory Near-Earth-Object Search
| LINEAR NEAT Spacewatch LONEOS | CSS Pan-STARRS NEOWISE altres |

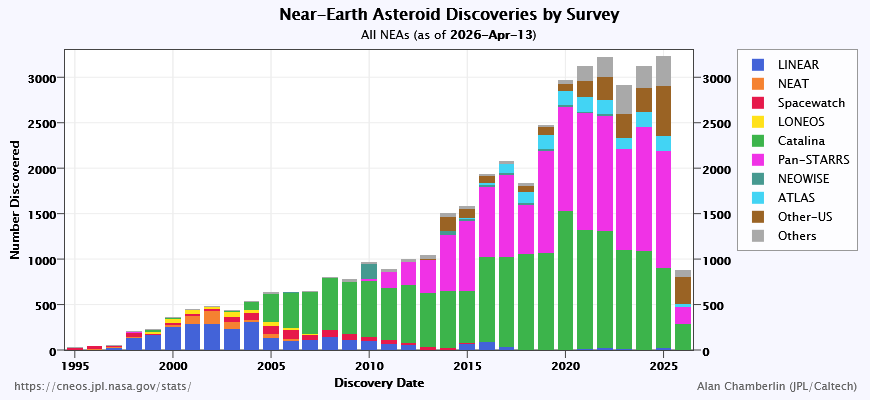
Nombre de NEOs detectats per diversos projectes:

El Lowell Observatory Near-Earth-Object Search (LONEOS) és un programa conjunt de la NASA i l'Observatori Lowell a Flagstaff, Arizona, amb l'objectiu de descobrir objectes propers a la Terra, que va començar el 1993. L'investigador principal és Ted Bowell.